# Horseheads (ville, New York)
Ne doit pas être confondu avec Horseheads (village, New York).
Horseheads est une ville située dans le comté de Chemung, dans l' État de New York, aux États-Unis. En 2010, elle comptait une population de 19 485 habitants, estimée au 1er juillet 2016 à 19 393 habitants.